# Crioulo do Maio
| Crioulo do Maio | Crioulo do Maio                                             |
| --------------- | ----------------------------------------------------------- |
| Falado em:      | Maio em Cabo Verde                                          |
| Total falantes: | approx. 5.000 ver 8.000                                     |
| Classificação:  | Crioulo cabo-verdiano Crioulos de Sotavento Crioulo do Maio |

O Crioulo do Maio é um dialecto do crioulo cabo-verdiano, pertencente ao grupo dos crioulos de Sotavento, falado sobretudo na ilha do Maio.
Estima-se que é falado por 1,36% da população em Cabo Verde, mas esse número pode ser ligeiramente maior devido à migração interna nas ilhas. A esse número deverão ser acrescentados os falantes em comunidades emigrantes no estrangeiro.

## Características
Para além das características gerais dos crioulos de Sotavento o crioulo de Maio ainda tem as seguintes características:
- O aspecto progressivo do presente é formado colocando stâ antes dos verbos: stâ + V.
- As vogais átonas finais /i/ e /u/ desaparecem frequentemente. Ex.: cumádr’ em vez de cumádri «comadre», vilúd’ em vez de vilúdu «veludo», bunít’ em vez de bunítu «bonito», cantád’ em vez de cantádu «cantado».
- O som /ʤ/ (derivado do português antigo escrito j em início de palavra) está parcialmente representado por /ʒ/. Ex. jantâ em vez de djantâ «jantar», jôg’ em vez de djôgu «jogo», mas djâ «já», Djõ «João» mantêm o som /ʤ/.

Vocabulário
Gramática
Alfabeto